# Bathycuma vemae
Bathycuma vemae är en kräftdjursart som beskrevs av Petrescu 1995. Bathycuma vemae ingår i släktet Bathycuma och familjen Bodotriidae. Inga underarter finns listade i Catalogue of Life.